# Triazoxide
Triazoxide (ISO-naam) is een fungicide, waarmee zaden van gerst behandeld worden tegen schimmelziekten. Het behoort tot de triazines. Het is een product van Bayer CropScience. Triazoxide is een contactfungicide en wordt enkel in combinatie met andere fungiciden gebruikt.
Triazoxide is een zeer zwakke organische base.

## Regelgeving
De Europese Commissie besliste op 30 november 2009 om triazoxide niet op te nemen in de lijst van toegelaten gewasbeschermingsmiddelen. Tijdens de evaluatie van de stof kon geen betrouwbare evaluatie van de risico's voor de consument uitgevoerd worden, wegens ontbrekende gegevens over de aard van de residuen in planten en de mogelijke overdracht ervan in dierlijke producten. Ook kon niet aangetoond worden dat de langetermijnrisico's voor zoogdieren, vogels, vissen en regenwormen aanvaardbaar waren. De bestaande erkenningen moesten uiterlijk op 30 mei 2010 ingetrokken worden.
In België waren in 2009 twee producten met triazoxide erkend: Gaucho Orge (imidacloprid, tebuconazool en triazoxide) en Raxil S (tebuconazool en triazoxide), beide van Bayer CropScience.

## Toxicologie en veiligheid
Triazoxide is toxisch bij inademing of als het wordt ingeslikt. Het is niet genotoxisch of carcinogeen, maar het is bij dierproeven aangetroffen in moedermelk en er bestaat dus een risico voor baby's die borstvoeding krijgen.
De stof is ook zeer toxisch voor waterorganismen en kan op lange termijn nadelige effecten hebben in waterig milieu.